# 兵学
兵学（へいがく）とは、軍事や国防、特に近世以降、近代以前の日本における戦略や戦術などの用兵を研究する学問を言うことが多かった。軍事学とその内容を厳密に区別して使われることはあまりない。
- 軍事に関する事柄、すなわち戦争、軍事力、戦略、戦術、統率などの諸研究を包括する学問。軍事学を参照。
- 特に日本において研究された戦略や戦術などの用兵に関する学問。以下に述べる。

## 内容
兵学という言葉が含む範囲については戦前を含めてはっきりとした定義はないが、元陸軍大佐であり、戦後は防衛庁防衛研修所戦史室長の職にあった西浦進によれば、兵学という言葉を旧陸軍が使った例としては、公式には陸軍大学校の兵学教官が唯一ではないかとし、この兵学教官が教育していたのは戦略、戦術、戦史、参謀要務（戦務）などであることから、旧陸軍では最低でもこれらの要素が兵学に含まれていると考えていた。
しかし、西浦は現代の実情を踏まえれば、兵学という言葉が戦略や戦術といった用兵学でとどまるものではなく、軍政学（戦争手段の建設や維持、培養を対象）や大戦略（政略における諸戦略統合運用を対象）も含まれるのではないかとした。
加えて、将帥が学ぶ学問を兵学とするなら、その範囲はかぎりなく拡大するだろうとしている。
さて、兵学はその学術的な内容と、技術的・実学的な内容から大きく二つにその内容が分類されることが多い。
- 学科（兵学）とは過去の戦史を紐解き、普遍的な原理原則に注目した理論的な内容であり、その戦略的、戦術的な運用についての研究である。
- 術科（兵術）とは軍事活動にかかわる様々な方法や要領についての実践的な知識を集積したものである。

## 歴史
以下に示すのは主に陸戦（陸軍）に関するものである。

### 初期の兵学
日本において兵学という言葉がいつから用いられるようになったかについては明らかではないが、その本格的な研究は近世以降に徳川幕府の下で行われるようになった。
関ヶ原の戦いの前後よりそれまで家伝の秘書とされてきた『孫子』などの『武経七書』が木版刊行（伏見版）され、戦国時代の戦史研究と合わせて多くの学者がこれまでの兵法に注解を行い、儒学、易学、医学などと並ぶ主要な学問と確立した。その軍事思想の違いから流派が生じ、甲州流、北条流、山鹿流、越後流、楠木流などが現れ、また明の研究である『陣法・操練』に西洋の火術を取り入れた長沼流なども生まれた。
江戸時代に兵学が活発になったのは、日本において戦争がほぼ消滅したからである。実戦の機会が無くなっても、有事に備えて戦争の技術を継承する必要性により、学問として体系づけられたのである。しかし儒学の影響からその呼称や内容は時代が進むにつれて武士道、士道などの倫理的な側面が強くなった。一方で作戦部隊の運用や編制などについての、いわゆる陣法、戦法についての研究は下火になり、幕末にはその実践性、実用性を失った。

### 幕末の兵学
幕末には西欧の近代的な兵学が洋学、蘭学として伝来した。ナポレオン戦争での三兵戦術についての研究文献が高野長英や鈴木春山によって翻訳されて『三兵答古知幾』や『三兵活法』が訳述され、その西洋兵学が日本にも紹介されることになった。
幕末期には兵学は養兵学、練兵学、製器学、営城学、検地学、修路学を内容とする学問と、戦闘術、攻守術、将帥術を内容とする術問に系統化された。幕府はペリー来航後に蘭書に基づいて軍制の改革に乗り出すが失敗し、慶応に入ってからフランスから軍事顧問団を招待している。
有名な兵学者に、高杉晋作の参謀で高杉死後に奇兵隊を率いた大村益次郎がいる。

### 明治の兵学
明治期の日本ではそれまでの日本の兵学が実用性がなかったために、西洋の軍事研究を人文学や社会科学などを除いた実学的な内容に限定して集中的に翻訳、研究、実用化が行われた。
各兵種の編制、教練、戦法を規定する操練書については、特にオランダ、フランス、ドイツの歩兵操典が幕末より研究し、一時的に採用されており、はじめて実戦で用いられたのは西南戦争時の1869年版フランス歩兵操典であった。その後もフランスとドイツの教官が来日して指導していたが、最終的にはドイツ式の歩兵操典を採用し、明治24年版『歩兵操典』とし、銃器の発射機構の技術的発展に合わせてこれを小改訂しながら用いていた。
この時、「師団」「連隊」「小隊」などの用語は明治5年の『隊前比較表』で統一化され、明治7年から14年に参謀本部が編纂した『五国対照兵語字書』によって「戦略」と「戦術」が用語として確立された。またドイツ陸軍から教官として来日したメッケルによって「状況判断」「決心」「戦闘序列」「兵站」などの指揮統率の基本的な用語が確定していった。
野外での行軍、宿営、偵察、警戒、補給、衛生、給養などを規定する野戦要務書についてはオランダ版が幕末には採用されていたが、最終的にはドイツ版が採用されて明治24年に『野外要務令』となり、明治30年にも小改訂されて用いられている。独自のものではない外国の翻訳教範に対する不満は多少あったが、日清戦争および日露戦争においてその実用性が確認された。
また日露戦争後に国防方針や用兵綱領の制定、また明治42年に歩兵操典において初めて綱領を記載し、内容も劣勢で優勢な兵力に打ち勝つことを目的として攻撃精神を基盤とする白兵主義が採用され、日本独自の原則、戦闘教義が確定された。この戦闘教義については後に火力主体論争が行われ、火力の重要性と近接戦闘の必要性が争われた。

### 大正～昭和の兵学

#### 太平洋戦争開戦前
第一次世界大戦を観察して日本軍では改革の必要性を強く自覚することとなるが、大戦後の軍縮、シベリア出兵、関東大震災などで本格的な改革が進んでいなかった。大戦の戦訓として日本ではドイツ軍がフランス軍に対しては慎重であったがロシア軍に対しては包囲殲滅戦を積極的に行ったことに注目し、敵に応じて戦法を変えるべきであり、また速戦即決のために敵軍を一気に殲滅することが必要だという用兵思想が生まれた。
さらに平時から敵の戦法を研究してこれに効果的に対抗するためにお機略が要する考えも現れた。その結果、師団以下の部隊を対象に戦法及び部隊訓練の基本を示した昭和4年の『戦闘綱要』の制定と、方面軍・軍等に対する戦術・戦略思想をまとめた昭和３年の『統帥綱領』の改定といった用兵思想の整備が実施された。
この改訂統帥綱領は有形的要素ではなく、無形的要素を重視して記述されており、退却については特異な作戦の一環として若干触れるに留めていた。
加えて、明治以来根本的な改良を行ってこなかった歩兵操典を小改訂し、昭和3年の歩兵操典では「必勝ノ信念」について加筆されることとなった。
この必勝の信念は後に物量的な劣勢を思考の上で無視するための日本陸軍における標語のようなものになり、参謀本部においてもしばしばこの言葉が使用された。また昭和11年には突撃の要領が制圧射撃の下での連携された突撃から自主的、積極的な「果敢ナル突撃」と改められた。
これら戦闘綱要、統帥綱領、歩兵操典などはいずれも根本においてはロシア（ソ連）軍を念頭においており、日本陸軍独特の各種条件にもとづいて戦略戦術思想を統一し、訓練の基準を示すものとして交付されたが、加えて昭和３～４年において赤軍の歩兵操典の入手したことをきっかけとして赤軍研究が進んだ結果、昭和７年に対ソ戦闘教令が発布された。これも無形的要素が重視されていた。
そして、満州事変、支那事変の経験や兵器開発の進展を踏まえて各種典範令の改善が必要となったことから、昭和13年には諸兵科連合の戦闘原則を示した戦闘綱要と陣中要務の原則を示した陣中要務令を統合した『作戦要務令』が制定された。これは精神力や独断等の向上、困難な地形・天候・時刻であっても断固として克服利用して敵の意表を突くといった無形的要素がちりばめられ、攻撃精神が富めば勝敗は兵力の多寡によらないとする一方、補給は必ずしも望まず欠乏に耐えて戦局を打開するという記述がされている。
その後、昭和１４年には砲兵操典、昭和15年には戦車操典、工兵操典、航空作戦綱要など次々と制定していったが、その根底は作戦要務令とおおよそ同じであった。
こうして大東亜戦争（日中戦争、太平洋戦争、ソ連対日参戦）に突入した時点の日本陸軍の用兵思想は非常に独特なものへと発展していった。それは第一に政戦略を度外視して作戦上の要求を重視した作戦至上主義、第二に日本の国力限界を前提とした速戦即決を目指した先制攻撃と殲滅戦の軍事思想、第三に日本が常に兵力上で劣勢であることを宿命とする思考法、第四に第三の思考法を踏まえた実際的ではなく願望的な用兵思想、第五に打算的な思考を嫌う武士道の倫理に基づいた物資欠乏は軍人の宿命とする思考である。
しかし、これら日本陸軍の用兵思想が前提としていたのが満州をはじめとした東アジア大陸での戦闘であり、陸軍が仮想敵国と考えていたロシア帝国＝ソビエト連邦との戦いに備えたものであったのに対し、日本海軍は日露戦争後アメリカを仮想敵国しており、太平洋での戦闘を考えていたことから、陸海軍の用兵思想は自ずと異なっていくことになる。
なお、これらの用兵思想の普及は陸軍大学校を中心に行われていたが、その教材として戦争要論、戦争史概観、統帥参考といった兵学書が作られ、昭和兵学の発展に貢献している。

#### 太平洋戦争

##### 島嶼戦
太平洋戦争において、陸軍はこれまで念頭においていなかった海洋作戦を実施することになり、研究や訓練が不充分なまま戦争に望んだ。
海軍の戦略思想は来攻する敵部隊を連合艦隊によって要撃し、海上にて撃滅するというものであり、太平洋の島嶼はその敵部隊を捕捉するための偵察拠点と位置づけられていた。このため、対着上陸作戦は真剣に検討されておらず、島嶼に配置された海軍部隊は極めて弱小であった。
しかし、海軍がミッドウェー海戦に敗北し、ガダルカナル島が失陥してブーゲンヒル、マーシャル諸島といった島嶼に陸軍部隊が配置されると、対着上陸作戦の研究が開始され、当初は作戦要務令の河川防御の原則に沿った形でアッツ島を戦ったが、守備隊は敗北、玉砕した。
その後、米軍はソロモン諸島及び東部ニューギニアに対して次々と上陸作戦を開始し、大本営も各地に戦訓収集班や築城研究班を派遣して対上陸作戦の研究に取り組んだ。そして、大本営が1943年（昭和18年）9月30日に絶対国防圏を設定し、中国大陸から多くの陸軍部隊を中部太平洋に転用したことで、島嶼防衛が脚光を浴び、同年11月に島嶼守備隊戦闘教令を発布した。これは陸軍初めての対着上陸作戦教令であり、作戦要務令の河川防御の原則が水際（上陸場所・降下場所）直接配備、半渡に乗ずる攻撃であったのに対し、島嶼守備隊戦闘教令は水際直接配備、水際撃滅を推奨した。
しかし、その後の絶対国防圏外郭における戦いで守備隊は次々と敗北した。大本営はこれを島嶼守備隊戦闘教令の不徹底によるものと考え、1944年（昭和19年）4月には島嶼守備隊戦闘教令の説明を配布した。
しかし同年6月のサイパン島の戦いにおいて米軍の徹底した航空爆撃及び昼夜を問わない艦砲射撃の前に水際に集中配備された部隊が次々と攻撃されたことから、大本営は島嶼守備隊戦闘教令を修正する必要を感じ、同年8月に「島嶼守備要領」を示達した。
これは従来の速戦即決や水際撃滅主義を捨て、水際には一部の部隊の配置し、反射的な攻撃を戒め、米軍の砲爆撃に耐え、主抵抗陣地を通常海岸から適宜後退して選定する、長期持久に適するよう陣地を編成する等島嶼防衛思想を見直したものであった。
この後、大本営は連合軍のノルマンディー上陸作戦やペリリュー島の戦いの戦訓を踏まえて、さらに充実させた上陸防御教令（案）を同年10月に示達した。
硫黄島守備隊は、栗林忠道中将着任前は島嶼守備隊戦闘教令に沿った形で防備が整えられていたが、栗林中将は島嶼守備要領の示達前に沿岸撃滅主義・後退配備構想による守備態勢に変更しており、示達後はその考えに根拠を得た形となった。
しかし、この構想は硫黄島の千鳥飛行場を放棄することとなっていたことから、海軍から強い反発をうけた結果折衷案がとられるなど、現場レベルの徹底は困難な状況であった。

##### 本土決戦
沖縄戦においては当初こそ沿岸撃滅主義をとっていたものの、第9師団の抽出によってその実施が困難になったことから、沿岸撃滅主義と内陸持久主義の二本立てに変更された。もはや沿岸撃滅主義でも味方の戦力をすり減らすことを考慮する事態に至ったのである。
大本営陸軍部はこれまでの島嶼戦の教訓を踏まえて昭和20年に対上陸作戦に関する統帥の参考書、決号作戦準備要綱、国土決戦教令を次々と出して本土決戦に備えた。
20年３月に軍以上の高級指揮官向けに対上陸作戦に関する統帥の参考書が策定され、翌月4月には決号作戦準備要綱が出された。
この段階になると特攻戦術が作戦手段に組み込まれており、決号作戦準備要綱では空中・海上特攻による敵輸送船団の洋上撃滅と敵の上陸に対する特攻戦法の徹底するなど、陸海空の全戦闘において特攻を前提としている。
本土決戦に備えた対上陸戦の考え方も混乱がみられ、4月に示達した国土決戦教令及び5月に発布した橋頭陣地の攻撃では従来の沿岸撃滅主義の考えを捨てる傾向がみられたが、6月に大本営陸軍部が作成した国土決戦戦法早わかりでは、これまでの考えをリセットし、水際撃滅を基本に戻した。
これは結果として沿岸撃滅が一度も成功しなかったこと、本土戦にともなう行政上の制約や国民の士気等が影響したとされる。

### 戦後
日本の兵学研究は敗戦と同時に一時断絶したが、戦後に米軍と旧軍の影響を受けた防衛学として再構築されることとなる。

#### 米軍の影響
警察予備隊創設時には全ての正規将校を排除し、米軍がすべての計画及び実施を担当していた。
その後、保安隊、陸上自衛隊の創設に伴い、旧陸軍将校の参加が認められるようにはなったものの、戦勝国であり西側諸国の盟主である米国に日本は防衛戦略と軍備の多くを依存しており、必然的に米国由来の戦略戦術が根底に置かれるようになった。
例えば、陸上自衛隊で当初参考にされた昭和27年（1952）「作戦原則」や昭和29年（1954）「幕僚勤務」は米陸軍教範ＦＭ100-5、ＦＭ101-5の翻訳である。
この作戦原則について、当時陸上幕僚監部第５部研究班長として翻訳に携わった平野斗作（陸大54期）はその著書「作戦原則の解説」において、旧陸軍の作戦要務令に酷似しているとしており、歴史的経緯から米国も陸戦の戦略戦術思想は日本と同じく独仏の系統に属するとしている。その一方で、平野は米国の戦略戦術思想の特色として、組織が分業的であることや、巧妙複雑な運用を避けて物質的戦力の統合発揮の簡単明瞭な方法を強調していることなどを挙げている。

#### 服部グループの影響
平野をはじめ、旧陸軍からは多くの軍人が参加したが、旧陸軍の戦争指導に関わり、戦後も復員庁で戦史編纂に関わった服部卓四郎（陸大42期）らのグループは警察予備隊結成前から再軍備に備え、用兵思想に関する研究を行っていた。
服部らが設立したとされる史実研究所の「旧陸軍典令及戦略戦術並に統帥指揮に関する思想中改正又は増補を要する基本事項に就て」のなかでは、旧陸軍の用兵思想を評価しつつも、改正や増補すべき点は少なからずあるとし、謙虚に反省し、誤りを正して新情勢に対応できるような思想を研究した。具体的には、独断専行の観念を是正し、綱領の「独断の項」を削除し、指揮の要訣のなかにある「独断活用」を「自由裁量」に改めるなどを検討していた。これは独断の度が過ぎたこと、独断という字句は誤解を生じやすいこと、独断する状況を極力減らす指揮統帥を強調する必要性等を理由に挙げており、旧軍の独断専行を前提とした分権指揮から、集権指揮へ転換が考えられていた。
また、服部らは終戦までをまとめた大東亜戦争全史を作成しており、海外で翻訳されたほか、後述の西浦進をはじめとした大東亜戦争全史編纂の関係者が防衛研究所で戦史叢書の作成に携わっている。
服部については、警察予備隊創設後、吉田茂をはじめとした反対者によって参加することはできなかったものの、影響力がなかったわけではなく、新たに創設された陸上自衛隊幹部学校の第一回幹部高級課程の戦争指導科目において、服部は「軍令」を教育していた。
それに加え、服部のグループにいた旧陸軍軍人達のなかには自衛隊の教育に携わった者もいる。
その1人が服部と陸士及び陸大の同期で陸大主席、軍務局軍事課長を務めた西浦進（陸大42期）であり、先述の幹部学校第一回幹部高級課程では「軍政」を教育したほか、昭和30年（1955年）から昭和45年（1970年）にかけて陸上自衛隊の兵学教育に関わっていた。西浦自身も「兵学入門‐兵学研究序説」を著したほか、防衛研修所戦史室の初代室長として戦史叢書の作成を主導している。
また、野外令（43年度版）編纂に関わった浅野祐吾（陸大59期）は西浦から直接教育を受けている。

#### 米軍式と旧陸軍式を巡る論争
陸上自衛隊に旧陸軍将校が参加したことで、その用兵思想も米軍のものをそのまま受け入れるのではなく、日本独自の教範を編纂する動きが持ち上がった。
このような動きを受けて、陸上自衛隊ではＸ号研研究演習を経て昭和30年（1955）には、新教範編纂事業が本格的に始まった。先述の平野や北森信男（陸大52期）等が編纂に関わり、野外令（32年版）となって結実した。これは「作戦原則」を踏襲しつつも、作戦要務令には書かれて作戦原則には書かれていなかった遭遇戦における戦機の捕捉についての記載が入るなど、旧陸軍以来の兵学思想の影響が見受けられる。
不確実性を前提として「戦機の捕捉」を重視する旧陸軍式と、統制調整による「戦力の統合発揮」を重視する米軍式の論争はその後もくすぶり続けた。
野外令（32年版）の編纂グループ班長であった花見侃（陸大57期）は「1954年の米軍野外令が伝来し、その見事さに屈し、一方では燃え上るナショナリズムの要求に屈し、反撥派好みの作戦要務令的要素が野合して、醜怪なる『独自の野外令』ができ上った。」と批判し、作戦原則がわれわれの役には立たないと考えれば、今後の我が国の戦術的発展に大きな支障があるとしている。
他方で、新教範編纂を開始した頃に陸上幕僚監部第５部長を務めていた高山信武（陸大47期）によれば、米軍顧問団や防衛庁内から旧陸軍方式の復活について警戒されていたという。
これらの論争はその後も陸自内部でくすぶりつづけ、第４代幹部学校長岸本重一（陸大46期）や第５代幹部学校長井本熊男（陸大46期）は旧陸軍方式への回帰のため種々の変革を行った。
しかし、井本が校長から退いた昭和36年8月の第6期幹部学校指揮幕僚課程入校式において、池上巌第五部長が杉田一次陸上幕僚長（陸大44期）の訓示を代読した際、来賓として呼ばれていた井本と後任である第6代幹部学校長の新宮陽太（陸大47期）の間でこの訓示の解釈から導き出される結論について激論が交わされた。
井本は戦略戦術思想を旧陸軍方式とするよう主張したのに対し、新宮は米軍式を主張したためである。
新宮は幹部学校の前身である総隊学校第二部副校長の職にあった際に米軍戦術を勉強しており、『日本式・ドイツ式戦術は1種の芸術である。従って100点を取れる名人も出るが、50～60点止まりの者も出る。その点米式戦術は誰もが70～80点の合格点を取れるサイエンス（科学）である。』と評していた。
井本と新宮の議論が終わらなかったため、新宮はその場にいた池上第五部長に対し、教育訓練を総括する第五部長としてこの場で判決を下すよう求めたが、池上は議論を避け、杉田陸幕長の意向を確認すると回答した。
最終的に杉田は米軍式に方向転換させたが、そもそも新宮を校長に据えた時点で、米軍式に舵を切る意向があったという。
だが、新宮の後任であり陸大戦術教官経験もある第７代幹部学校長の吉橋戒三（陸大50期）は、陸大の戦術教育は旧軍の戦術に指導的役割を果たし、したがって自衛隊の戦術にもかなり大きな影響を与えているとしている。